# Nuevo Durango
Nuevo Durango är en ort i Mexiko.   Den ligger i kommunen Lázaro Cárdenas och delstaten Quintana Roo, i den östra delen av landet, 1 200 km öster om huvudstaden Mexico City. Nuevo Durango ligger 25 meter över havet och antalet invånare är 225.
Terrängen runt Nuevo Durango är mycket platt.  Trakten runt Nuevo Durango är nära nog obefolkad, med mindre än två invånare per kvadratkilometer. Närmaste större samhälle är Nuevo Xcán, 16,5 km norr om Nuevo Durango. I omgivningarna runt Nuevo Durango växer i huvudsak städsegrön lövskog.